# Volúpia de Mulher
Volúpia de Mulher é um filme erótico brasileiro de 1984, dirigido por John Doo.

## Sinopse
Cristina é uma jovem do interior que foi expulsa de casa por perder a virgindade e não querer se casar e vai parar na capital, onde descobre estar grávida. Recebe a ajuda da travesti Lili Marlene e da médica Laura que cuida do bebê dela, que nasceu com problemas de saúde.

## Elenco
- Helena Ramos .... Doutora Laura
- Vanessa Alves .... Cristina (creditada como "Vanessa")
- Romeu de Freitas .... Lili Marlene/Osvaldo
- André Loureiro .... Marcos
- Germano Vezzani .... Milton
- Alvamar Taddei .... Carla (creditada como "Alvamar Tadei")
- Marcos D'Alves
- Eduardo Abbas
- Edina del Corso
- Paula Sanches
- Kátia Marie
- Ruy Leal
- Katia Keller
- Cláudia Wonder
- Ana Paula
- Suzan
- Rosa Ribeiro
- Zélia Nunes